# Dale Dickey
Diane Dale Dickey (Knoxville (Tennessee), 29 september 1961) is een Amerikaanse actrice.

## Biografie
Dickey heeft de high school doorlopen aan de Bearden High School in haar geboorteplaats Knoxville (Tennessee). Hierna heeft zij gestudeerd aan de University of Tennessee in Knoxville.

## Filmografie

### Films
Selectie:
- 2016: Hell or High Water - als Elsie
- 2015: Regression - als Rose Gray
- 2014: The Possession of Michael King – als Beverly
- 2014: White Bird in a Blizzard - als mrs. Hillman
- 2013: Iron Man 3 – als mrs. Davis
- 2012: The Guilt Trip – als Tammy
- 2011: Super 8 – als Edie
- 2010: Winter's Bone – als Merab
- 2009: A Perfect Getaway – als aardmoeder
- 2009: Princess Protection Program – als Helen
- 2008: Changeling – als patiënte
- 2005: Domino – als Edna Fender
- 2005: Our Very Own – als Skillet
- 2001: The Pledge – als Strom
- 1995: The Incredibly True Adventure of Two Girls in Love – als Regina

### Televisieseries
Uitgezonderd eenmalige gastrollen.
- 2022: Let the Right One In - als Debra Harper - 2 afl.
- 2022: A League of Their Own - als Beverly - 8 afl.
- 2017-2022: Claws - als Juanda Husser - 11 afl.
- 2021: Them - als de Vrouw - 3 afl.
- 2019: Unbelievable - als RoseMarie - 6 afl.
- 2017: Vice Principals - als Nash - 9 afl.
- 2014: Justified - als Judith - 4 afl.
- 2013: Bonnie & Clyde – als Cummie Barrow – 2 afl.
- 2012-2013: True Blood – als Martha Bozeman – 12 afl.
- 2012-2013: Raising Hope – als Patty – 2 afl.
- 2005-2009: My Name Is Earl – als Patty – 19 afl.
- 2009: Breaking Bad – als vrouw van Spooge – 2 afl.
- 2008: Sordid Lives: The Series – als Glyndora Roberts – 6 afl.
- 2006: Gilmore Girls – als Ruthie – 2 afl.
- 2001: Christy, Choices of the Heart, Part II: A New Beginning – als Opal McHone – 2 afl.
- 1996: High Incident – als Jane Doe – 2 afl.
- 1994-1995: Christy – als Opal McHone – 4 afl.

- Bibliothèque nationale de France: cb15030659s (data)
- Gemeinsame Normdatei: 1034789740
- International Standard Name Identifier: 0000 0000 1116 8635
- Library of Congress Control Number: no2010177303
- Nationale Bibliotheek van Israël: 987007315703605171
- Système universitaire de documentation: 154739146
- Virtual International Authority File: 17504972
- WorldCat: E39PBJpyjxVxpjVVbD4QFgptrq